# Alfons I (władca Konga)
Nzinga Mbemba (ur. ok. 1456, zm. 1542), syn króla Jana I (Nzinga Nkuwu) był szóstym władcą (manikongo) Królestwa Kongo obejmującego teren dzisiejszego Konga, Demokratycznej Republiki Konga, Angoli i Gabonu. Władca nosił przydomek "Czarny Konstantyn". Podporządkował swoje państwo Portugalii, starając się nadal prowadzić suwerenną politykę (nie zawsze zgodnie z interesami europejskiego protektora).
Nzinga Mbemba przyjął 3 maja 1491 chrześcijaństwo, oraz imię Alfons I na cześć króla Portugalii Alfonsa V. W 1506 przy pomocy Portugalii wygrał wojnę sukcesyjną z siłami swego brata Kitima Mpanzu. W 1512 roku podpisał traktat z królem Portugalii Manuelem I, który poddał Kongo zwierzchności portugalskiej. 
Podstawą gospodarki Konga był import dóbr luksusowych z Europy, za które jego poddani płacili niewolnikami (niewolnymi byli tylko jeńcy wojenni). Sytuacja ta powodowała intensywny rozwój niewolnictwa. W rezultacie król zaostrzył przepisy dotyczące handlu ludźmi dążąc do ich całkowitego zaprzestania. Działania te zakończyły się jednak porażką. 
Nadmienić trzeba, że Królestwo Konga trwało nieprzerwanie do 1914 r. zachowując częściową niepodległość, a katolicyzm tam istnieje do dziś.